# Michelena (município)
Michelena é um município da Venezuela localizado no estado de Táchira.
A capital do município é a cidade de Michelena.